# SFV (Checksum)
SFV är en förkortning för simple file verification, ett kontrollsummeformat som använder CRC32-algoritmen för att validera integriteten hos en fil.

## Kontrollsumman
Filer kan korrumperas av många olika anledningar. Felaktiga lagringsmedia, fel i överföring, skrivfel under kopiering eller flyttning, och så vidare. SFV tillåter en person att vara säker på att en fil inte korrumperats genom att jämföra hashar mellan filerna och se till att de är lika. SFV kan också användas för att verifiera äktheten på en fil, om en fil till exempel ändrats med skadlig kod, så ändras även det hashade "fingeravtrycket" som filen ger, och användaren kan därför larmas om att äktheten av filen kan ifrågasättas.
Ett av de första programmen som använde SFV-formatet var WinSFV.
SFV använder klartext, och lagrar en fil per rad med filnamn och checksum. Rader som startar med ett semikolon ';' räknas som en kommentar och ignoreras i processen. Ett exempel på en SFV-fil:
```
;ignorerad rad (kommentar)
fil1.zip c45ad668
fil2.zip 7903b8e6
fil3.zip e99a65fb
```